# Габби Картер
Габби Картер (англ. Gabbie Carter; род. 4 августа 2000 года в Остине, Техас, США) — американская порноактриса.

## Карьера
До того, как начать карьеру в порноиндустрии, Картер работала хостес в различных ресторанах своего родного города. Позднее откликается на объявление с сайта SexyJobs от агентства талантов Matrix Models. Первая сцена (мастурбация) была снята 2 апреля 2019 года для сайта FTV Girls. На следующий день была снята её первая анальная сцена для ExploitedCollegeGirls, а ещё через день — сцена триолизма для этого же сайта.
Активно снималась для таких студий, как Bang Bros, Brazzers, Deeper, Digital Sin, Naughty America, Reality Kings, Tushy и многих других.
В июне 2019 года Габби Картер и София Люкс были выбраны в качестве «Heart-On Girls» к церемонии награждения XRCO Award.
В январе 2020 года выбрана канадским порносайтом Twistys как Treat of the Month. В сдвоенном выпуске журнала Penthouse за январь — февраль 2020 года выбрана в качестве февральской «Любимицы месяца» (Pet of the Month). В марте снялась для обложки и разворота майского выпуска журнала Hustler.
17 ноября 2020 года Картер через Reddit объявила о своём уходе из порноиндустрии. Уже после завершения карьеры была награждена премией XRCO Award в категории «Подростковая мечта года». В январе 2022 года выиграла премию AVN Awards в категории «Лучшая сцена мастурбации/стриптиза».
По данным сайта IAFD на январь 2022 года, снялась в более чем 150 порносценах.
Под ником imawful69 она публикует обнажённые фотографии в сообществе r/gonewild Reddit.

## Награды и номинации
| Год  | Награда          | Результат | Категория | Фильм                                             |
| ---- | ---------------- | --------- | --- | ------------------------------------------------- |
| 2019 | Pornhub Award    | Номинация | Любимый новичок (награда поклонников) | н/д                                               |
| 2019 | Pornhub Award    | Номинация | Самые красивые сиськи (награда поклонников) | н/д                                               |
| 2020 | AVN Award        | Номинация | Лучшая новая старлетка | н/д                                               |
| 2020 | AVN Award        | Номинация | Лучшая сцена группового секса (вместе с Алексом Джонсом, Вики Чейз, Майклом Вегасом, Оливером Дэвисом, Райли Рид и Смоллом Хэндсом) | Try Me (из Relentless)                            |
| 2020 | AVN Award        | Номинация | Лучшая сцена секса парень/девушка (вместе с Мануэлем Феррарой) | Sex Machines                                      |
| 2020 | AVN Award        | Номинация | Награда поклонников: самые впечатляющие сиськи | н/д                                               |
| 2020 | AVN Award        | Номинация | Награда поклонников: самый горячий новичок | н/д                                               |
| 2020 | NightMoves Award | Номинация | Лучшая исполнительница | н/д                                               |
| 2020 | Pornhub Award    | Номинация | Лучшая грудь — лучшая исполнительница с большими сиськами | н/д                                               |
| 2020 | Spank Bank Award | Номинация | Пышногрудая красавица года | н/д                                               |
| 2020 | Spank Bank Award | Номинация | Милашка года | н/д                                               |
| 2020 | Spank Bank Award | Номинация | Новый год в году | н/д                                               |
| 2020 | Spank Bank Award | Номинация | Соблазнительная школьница года | н/д                                               |
| 2020 | XBIZ Award       | Номинация | Лучшая новая старлетка | н/д                                               |
| 2020 | XBIZ Award       | Номинация | Лучшая сцена секса — виньетка (вместе с Алексом Джонсом, Вики Чейз, Майклом Вегасом, Оливером Дэвисом, Райли Рид и Смоллом Хэндсом) | Relentless                                        |
| 2020 | XRCO Award       | Номинация | Новая старлетка года | н/д                                               |
| 2020 | XRCO Award       | Победа    | Подростковая мечта года | н/д                                               |
| 2021 | AVN Award        | Номинация | Лучшая сцена мастурбации/стриптиза | Treat of the Month January 2020                   |
| 2021 | AVN Award        | Победа    | Мейнстрим-предприятие года (вместе с Айви Вульф, Алиной Лопес, Арианой Мари, Вики Чейз, Кирой Нуар, Мией Малковой, Мией Мелано, Нией Наччи, Серай Минкс, Сесилией Лайон, Скарлит Скандал, Скин Даймонд, Эйвери Кристи, Эми Майли и Эмили Уиллис) | Still Be Friends/Moana (музыкальные видео G-Eazy) |
| 2021 | NightMoves Award | Номинация | Лучшая актриса | н/д                                               |
| 2021 | XBIZ Award       | Номинация | Лучшая сцена секса — виньетка (вместе с Алексом Джонсом, Вики Чейз, Майклом Вегасом, Оливером Дэвисом, Райли Рид и Смоллом Хэндсом) | Relentless                                        |
| 2021 | XBIZ Award       | Номинация | Лучшая сцена секса — виртуальная реальность | Get Gabbie Carter                                 |
| 2021 | XBIZ Award       | Номинация | Лучшая сцена секса — виртуальная реальность (вместе с Анджелой Уайт) | Keeping Promises                                  |
| 2021 | XBIZ Award       | Номинация | Лучшая сцена секса — виртуальная реальность (вместе с Бритни Эмбер, Кармой Рекс, Тексас Патти и Шанель Престон) | Sorority Hookup: Party Never Ends                 |
| 2021 | XBIZ Award       | Номинация | Лучшая сцена секса — гонзо (вместе с Жизель Палмер и Рамоном Номаром) | Hardcore Threesomes 4                             |
| 2021 | XCritic Award    | Победа    | Сцена года (вместе с Анджелой Уайт и Робом Пайпером) | Angela Loves Threesomes 3                         |
| 2022 | AVN Award        | Номинация | Лучшая командная сцена (вместе с Майклом Стефано и Оливером Флинном) | Women’s Work                                      |
| 2022 | AVN Award        | Номинация | Лучшая лесбийская групповая сцена (вместе с Лулу Чу и Элизой Ибаррой) | Breaking Up Is Hard                               |
| 2022 | AVN Award        | Победа    | Лучшая сцена мастурбации/стриптиза (вместе с Анджелой Уайт) | Angela Loves Threesomes 3 — Scene 1               |
| 2022 | AVN Award        | Номинация | Лучшая сцена триолизма (вместе с Вайолет Старр и Смоллом Хэндсом) | Influenced: Episode 4                             |
| 2022 | NightMoves Award | Номинация | Лучшая актриса | н/д                                               |
| 2022 | XBIZ Award       | Номинация | Лучшая сцена секса — виньетка (вместе с Лорен Филлипс и Томми Пистолом) | Idolized                                          |
| 2022 | XBIZ Award       | Номинация | Лучшая сцена секса — фильм-шоу с исполнителем (вместе с Анджелой Уайт и Майклом Стефано) | Ultimate Fuck Toy: Gabbie Carter                  |
| 2022 | XRCO Award       | Номинация | Любимица года | н/д                                               |

## Избранная фильмография
- 2019 — Art of Romance 7
- 2019 — Corrupt Schoolgirls 16
- 2019 — Daddy’s Little Secret
- 2019 — Her 1st Lesbian Anal 3[33]
- 2019 — I Love My Sister’s Big Tits 10[34]
- 2019 — Large Naturals
- 2019 — My First Hotwife Experience 2[35]
- 2019 — My Sexy Little Sister 7
- 2019 — Naughty Little Sister 4
- 2019 — Sex Machines[35]
- 2019 — That’s Teen Spirit 4